# Drucat
Drucat és un municipi francès situat al departament del Somme i a la regió dels Alts de França. L'any 2007 tenia 873 habitants.

## Demografia

### Població
El 2007 la població de fet de Drucat era de 873 persones. Hi havia 332 famílies de les quals 68 eren unipersonals (24 homes vivint sols i 44 dones vivint soles), 128 parelles sense fills, 116 parelles amb fills i 20 famílies monoparentals amb fills.
La població ha evolucionat segons el següent gràfic:
Habitants censats

### Habitatges
El 2007 hi havia 370 habitatges, 351 eren l'habitatge principal de la família, 14 eren segones residències i 5 estaven desocupats. 366 eren cases i 1 era un apartament. Dels 351 habitatges principals, 301 estaven ocupats pels seus propietaris, 43 estaven llogats i ocupats pels llogaters i 7 estaven cedits a títol gratuït; 2 tenien una cambra, 3 en tenien dues, 35 en tenien tres, 76 en tenien quatre i 235 en tenien cinc o més. 328 habitatges disposaven pel capbaix d'una plaça de pàrquing. A 127 habitatges hi havia un automòbil i a 201 n'hi havia dos o més.

### Piràmide de població
La piràmide de població per edats i sexe el 2009 era:
| Homes | Edats   | Dones |
| ----- | ------- | ----- |
| 0     | 95 o +  | 0     |
| 0     | 90 a 94 | 4     |
| 0     | 85 a 89 | 8     |
| 4     | 80 a 84 | 8     |
| 4     | 75 a 79 | 4     |
| 16    | 70 a 74 | 0     |
| 20    | 65 a 69 | 24    |
| 36    | 60 a 64 | 40    |
| 24    | 55 a 59 | 44    |
| 32    | 50 a 54 | 36    |
| 32    | 45 a 49 | 36    |
| 40    | 40 a 44 | 32    |
| 56    | 35 a 39 | 52    |
| 16    | 30 a 34 | 24    |
| 8     | 25 a 29 | 4     |
| 20    | 20 a 24 | 12    |
| 48    | 15 a 19 | 40    |
| 52    | 10 a 14 | 40    |
| 32    | 5 a 9   | 40    |
| 4     | 0 a 4   | 8     |

## Economia
El 2007 la població en edat de treballar era de 544 persones, 394 eren actives i 150 eren inactives. De les 394 persones actives 356 estaven ocupades (188 homes i 168 dones) i 38 estaven aturades (22 homes i 16 dones). De les 150 persones inactives 73 estaven jubilades, 38 estaven estudiant i 39 estaven classificades com a «altres inactius».

### Ingressos
El 2009 a Drucat hi havia 344 unitats fiscals que integraven 890,5 persones, la mediana anual d'ingressos fiscals per persona era de 23.257 €.

### Activitats econòmiques
Dels 23 establiments que hi havia el 2007, 3 eren d'empreses de fabricació d'altres productes industrials, 5 d'empreses de construcció, 4 d'empreses de comerç i reparació d'automòbils, 2 d'empreses de transport, 2 d'empreses d'hostatgeria i restauració, 2 d'empreses d'informació i comunicació, 2 d'empreses de serveis, 2 d'entitats de l'administració pública i 1 d'una empresa classificada com a «altres activitats de serveis».
Dels 6 establiments de servei als particulars que hi havia el 2009, 1 era un taller d'inspecció tècnica de vehicles, 1 guixaire pintor, 2 fusteries, 1 lampisteria i 1 restaurant.
L'any 2000 a Drucat hi havia 8 explotacions agrícoles que ocupaven un total de 248 hectàrees.

## Equipaments sanitaris i escolars
El 2009 hi havia 2 escoles elementals.

## Poblacions més properes
El següent diagrama mostra les poblacions més properes.